# 古拉撞擊坑
古拉是木衛三上的一個直徑約40公里（25英里）的撞擊坑。它是一個新形成的隕石坑，有個獨特的中央峰。